# La Forest
La Forest dau Temple (en francès La Forêt-du-Tremp) és una comuna (municipi) de França, a la regió de la Nova Aquitània, departament de la Cruesa. La seva població al cens de 1999 era de 151 habitants. Està integrada a la Communauté de communes de Marche Avenir.

## Demografia
| 1968 | 1975 | 1982 | 1990 | 1999 |
| ---- | ---- | ---- | ---- | ---- |
| 337  | 264  | 190  | 163  | 151  |

## Administració
| Període | Identitat      | Partit |
| ------- | -------------- | ------ |
| 2001-   | Evelyne Moulin |        |